# Schalk Ferreira
Pour les articles homonymes, voir Ferreira.

a Compétitions nationales et continentales officielles uniquement.

b Matchs officiels uniquement.
Dernière mise à jour le 14 janvier 2023.
Schalk Jakobus Petrus Ferreira, né le 9 février 1984 à Pretoria (Afrique du Sud), est un joueur sud-africain de rugby à XV qui évolue au poste de pilier gauche.

## Biographie

### Jeunesse et formation
Schalk Ferreira est né Pretoria, avant de déménager au Cap-Occidental, où il fréquente le lycée Paul Roos Gymnasium de Stellenbosch. Il a fait partie de plusieurs équipes représentatives de la Western Province pendant sa scolarité, la représentant au niveau des moins de 16 ans en 2000. Il a aussi joué à deux reprises la principale compétition scolaire sud-africaine, la Craven Week des moins de 18 ans, en 2001 et en 2002, année durant laquelle il remporte la compétition en battant les Free State. À cette période, il fait également partie de l'équipe d'Afrique du Sud des moins de 18 ans (ou South African Schools rugby union team (en)) et a joué des matchs contre ses homologues français et gallois.
En 2003, il est sélectionné en équipe d'Afrique du Sud des moins de 19 ans, avec qui il participe au Championnat du monde de des moins de 19 ans 2003 qui se tient à Paris. Il participe au succès de son pays qui remporte le tournoi, en battant l'équipe de Nouvelle-Zélande moins de 19 ans sur le score de 22 à 18 en finale,. Il rentre en suite en Afrique du Sud pour représenter la Western province dans le Championnat provincial des moins de 20 ans.
Ferreira participe ensuite au Championnat du monde des moins de 21 en Écosse, en 2004 avec l'équipe d'Afrique du Sud des moins de 21 ans. Son équipe termine à la troisième place de la compétition.

### Western Province et Stormers (2005-2009)
En 2005, Schak Ferreira est inclus pour la première fois dans une équipe de première classe, en étant nommé dans l'équipe de la Western Province pour la Vodacom Cup 2005 (en). Il fait ses débuts dans la compétition en étant titulaire lors d'une défaite des siens 11 à 35 contre les Blue Bulls à Pretoria, lors du premier tour de la compétition. Lors de sa cinquième apparition dans l'équipe contre les SWD Eagles, rivaux du Cap occidental, il marque son premier essai chez les professionnels, mais son équipe s'incline 32 à 36. Il participe aux sept matchs de son équipe dans cette compétition, qui ne parvient finalement pas à se qualifier en demi-finale, après avoir terminé en troisième position. Il retourne ensuite jouer pour l'équipe des moins de 21 ans de la Western Province.
L'année suivante, il joue sept matchs de Vodacom Cup 2006 (en), dont six en tant que titulaire, et son équipe termine à la septième place de la compétition, sur quatorze. Il est également inclus dans l'équipe de Currie Cup pour la première fois en 2006 et a fait sa première apparition dans la compétition lorsqu'il entre en jeu lors d'une victoire 25 à 18 face aux Pumas durant le premier tour, à Witbank. Après deux autres apparitions sur le banc, il commence son premier match de Currie Cup à l'occasion d'une victoire 40 à 31 de la Western Province sur les Falcons à Brakpan. Durant sa deuxième titularisation, lors du match retour contre les Falcons, il marque son premier essai en Currie Cup, juste après la mi-temps et son équipe s'impose 66 à 13. Il joue finalement dix des quatorze matchs joués par son équipe durant la phase régulière. Son équipe terminant à la troisième place se qualifie donc pour les phases finales. Ferreira joue la demi-finale perdue 45 à 30 contre les Blue Bulls.
En 2007, Schalk Ferreira est inclus dans l'équipe des Stormers pour la saison 2007 de Super 14. Il a fait ses débuts dans la compétition lors de la troisième journée, remplaçant Brok Harris en seconde période d'un match contre l'équipe néo-zélandaise des Chiefs, lors d'une victoire 21-16 au Cap. Il participe à neuf des dix autres matchs de la compétition, dont une première titularisation de sa carrière en Super Rugby - et la seule de la saison - lors d'une victoire 33-20 contre les Blues, autre équipe néo-zélandaise. Les Stormers ne remportent que six de leurs treize matchs dans la compétition et terminent à la dixième place du classement.
Il participe ensuite à huit des neuf premiers matches de Western Province dans la première division de la saison 2007 de la Currie Cup Premier Division, avant qu'une fracture d'une côte ne l'empêche de jouer le reste de la saison.
Avant la reprise de la saison 2008 de Super 14, Schalk Ferreira se blesse au cou dans un accident de voiture, l'empêchant de jouer le début de la compétition,. Bien qu'il ait été suggéré que Ferreira serait contraint de prendre sa retraite à la suite de cette blessure, il est de retour sur les terrains pour les quatre derniers tours de la compétition, commençant deux matchs en tant que titulaire et deux en tant que remplaçant, alors que les Stormers manquent de peu une place en phase finale, terminant à la cinquième place du classement.
Il joue ensuite les deux premiers matchs de la saison 2008 de la Currie Cup Premier Division en étant titulaire, avant d'être devancé dans la hiérarchie des piliers gauches de la Western Province par le namibien Wicus Blaauw. Puis, il fait huit apparitions sur le banc de touche alors que Western Province termine à la cinquième place, manquant les phases finales. 
Ferreira n'a fait que deux apparitions sur le banc des Stormers pendant la saison 2009 du Super 14 et joue également un match pour la Western Province dans la Vodacom Cup 2009 (en). L'équipe d'entraîneurs de la Western Province essaye ensuite de le convertir en talonneur et le prêtent aux Boland Cavaliers, où il doit jouer à ce poste. Il est titulaire au poste de talonneur lors d'une défaite 15 à 88 contre les Golden Lions à Johannesburg. Il s'agit de son seul match durant son prêt.

### Grave blessure et retour à la compétition (2009-2012)
Lors d'un match de Currie Cup en 2009, il est de nouveau victime d'une blessure aux vertèbres du cou, lui paralysant le côté gauche de son corps. Plusieurs mois après cette blessure il ne pouvait toujours pas lever son bras gauche. Plusieurs spécialistes lui ont alors dit qu'il ne pourrait plus jamais jouer au rugby. Il décide alors de prendre sa retraite,.
Cependant deux ans plus tard, il se remet presque miraculeusement de sa blessure, de façon totalement inattendue, lui laissant une chance de pouvoir rejouer au rugby. Après avoir complètement manqué les saisons 2010 et 2011, il revient sur sa décision de prendre sa retraite et rejoint la Western Province avant le début de la saison 2012,. Lors de la saison de son retour, il joue les dix matchs de Vodacom Cup de son équipe, dont la finale remportée pour la première fois de l'histoire de son équipe face aux Griquas (20-18).

### Eastern Province Kings et Southern Kings (2012-2013)
Ferreira a rejoint l'équipe de Port Elizabeth, les Eastern Province Kings, pour un essai de deux mois pendant la saison 2012 de la Currie Cup First Division (en), qui se transforme ensuite en contrat permanent. Après avoir fait ses débuts pour les Eastern Province Kings lors d'un match contre une l'équipe d'Afrique du Sud universitaire (en),, il fait dix apparitions pour son équipe dans la compétition, en étant titulaire à chaque fois. Il marque son premier essai pour sa nouvelle équipe lors d'une victoire 50 à 27 contre les Leopards en demi-finale, puis contribue à la victoire en finale, en étant titulaire lors de la victoire des siens contre les Pumas 26 à 25, permettant à son équipe de remporter le titre pour la deuxième fois de son histoire. Puis, il ne joue pas le match aller des barrages de promotion-relégation contre les Free State Cheetahs, mais joue le match retour. Son équipe s'incline cependant lors de ces deux rencontres et n'accède donc pas à la Currie Cup Premier Division.
En 2013, Schalk Ferreira est nommé dans l'équipe des Southern Kings pour leur première saison de Super Rugby. Il est titulaire lors du tout premier match de l'histoire de la franchise, l'aidant à remporter une victoire de 22 à 10 sur l'équipe australienne Western Force. Il s'impose rapidement comme l'un des tauliers de son équipe, participant aux quinze premiers matchs des Kings dans la compétition. Il marque son premier essai en Super Rugby à l'occasion de la huitième journée de la compétition, lors d'un match qui permet aux Kings de marquer leurs premiers points à l'extérieur dans la compétition, grâce à un match nul 28-28 contre les Brumbies, futurs vainqueurs de la Conférence australienne. Finalement, la nouvelle franchise dans laquelle joue Schalk Ferreira finit à la dernière place de la Conférence sud-africaine et se qualifie pour une série de barrages de relégation contre les Lions. Malgré un essai marqué lors du match retour, offrant la victoire aux siens, il ne parvient pas à éviter la relégation de son équipe qui perd sur un score cumulé de deux matchs (44 à 42). Les Kings perdent ainsi leur place dans le Super Rugby.

### Stade toulousain (2013-2015)
Après avoir joué en Super Rugby, il arrive au Stade toulousain en début de saison 2013-2014, en tant que joker médical de Vasil Kakovin. Il crée la surprise dès les premiers matchs suivant son recrutement, concurrençant rapidement Gurthrö Steenkamp. Il prolonge alors son contrat de trois ans dès le mois de décembre 2013, soit jusqu'en 2017. Pour sa première saison en France, il joue 28 matchs dont 15 en tant que titulaire et a enchaîné les bonnes performances. Il semble alors être promis à un bel avenir avec les Rouges et Noirs et est encensé par l'entraîneur des avants toulousain, William Servat. 
Cependant, avant la reprise de la saison 2014-2015, il est victime d'une rupture du tendon du biceps du bras gauche au mois d'août 2014, lors d'un match amical face à l'Union Bordeaux Bègles, le rendant indisponible pour environ cinq mois. Il manque ainsi la première moitié de la saison, avant de faire son retour sur les terrains au mois de février 2015. Après n'avoir joué que sept matchs cette saison et face à l'éclosion de Cyril Baille, il décide de quitter le club toulousain à l'issue de celle-ci,. 

### Retour en Afrique du Sud

#### Eastern Province Kings et Southern Kings (2015-2020)
Après avoir été libéré de son contrat par le Stade toulousain, Schalk Ferreira décide de retourner dans son pays, en Afrique du Sud, et rejoint alors son ancienne équipe, les Eastern Province Kings où il signe un contrat allant jusqu'à la fin de l'année 2017. L'année de son retour, il joue neuf des dix matchs de la Currie Cup 2015 (en) et son équipe termine à la septième place du classement général. 
À la fin de l'année 2015, de graves problèmes financiers chez les Eastern Province Kings ont eu pour conséquence que les salaires des joueurs n'ont pas été payés pendant plusieurs mois et que leur franchise affiliée de Super Rugby, les Southern Kings, qui devaient revenir en Super Rugby en 2016 après deux ans d'absence, a été repris par la Fédération sud-africaine de rugby à XV. Ferreira était l'un des 20 joueurs des Eastern Province Kings ayant obtenu un contrat de la fédération pour représenter les Kings en 2016. 

#### Free State Cheetas et Cheetas (depuis 2021)
En janvier 2021, alors qu'il va avoir 37 ans, il rejoint les Free State Cheetahs, et par conséquent les Cheetahs lorsque ces derniers jouent une compétition, et y signe un contrat d'une durée de deux ans, après avoir été capitaine des Southern Kings.